# Галанин, Николай Фёдорович
Николай Фёдорович Галанин (18 июля 1893—1969) — советский учёный-медик, гигиенист, организатор здравоохранения и медицинской науки, доктор медицинских наук (1937), профессор (1938), полковник медицинской службы. Член-корреспондент АМН СССР (1946).

## Биография
Родился 18 июля 1893 года в Санкт-Петербурге.
С 1918 по 1923 год проходил обучение в 1-м Ленинградском медицинском институте имени академика И. П. Павлова.
С 1923 года начал свою научно-педагогическую деятельность в Военно-медицинской академии имени С. М. Кирова: с 1923 по 1926 год — ассистент, с 1926 по 1933 год — преподаватель и старший преподаватель кафедры общей гигиены; с 1933 по 1937 год работал на кафедре военно-химического дела, одновременно под руководством профессора Г. В. Хлопонина работал научным сотрудником Противогазовой лаборатории. С 1937 по 1942 год — заместитель начальника общей гигиены, с 1942 по 1956 год — начальник кафедры общей гигиены Военно-медицинской академии имени С. М. Кирова.
С 1956 по 1959 год являлся одним из организаторов и первым директором Ленинградского НИИ радиационной гигиены, с 1959 по 1969 год — заведующий отделом лучистой энергии Ленинградского НИИ радиационной гигиены.
В 1926 году Н. Ф. Галанин защитил диссертацию на соискание учёной степени кандидата медицинских наук, а в 1937 году — диссертацию на соискание учёной степени доктора медицинских наук по теме «Ультрафиолетовая радиация искусственных и естественных источников излучения и ее гигиеническое значение». В 1938 году Н. Ф. Галанину было присвоено учёное звание профессора. В 1946 году он был избран член-корреспондентом АМН СССР.
Основная научно-педагогическая деятельность Н. Ф. Галанина была связана с вопросами в области военной и общей гигиены, медицинской климатологии, разработки методов определения нормирования ультрафиолетовой радиации, исследований радиационных факторов и их влияние на жизнь и здоровье граждан.
Н. Ф. Галанин был председателем Ленинградского отделения Всесоюзного научного общества гигиенистов и санитарных врачей, редактором редакционного отдела «Гигиена» во втором издании Большой медицинской энциклопедии. Н. Ф. Галанин был автором более 100 научных работ, в том числе четырёх монографий.
Скончался 26 июля 1969 года в Ленинграде, похоронен на Богословском кладбище.

## Основные труды
- Защитные очки / Н. Ф. Галанин. — [Ленинград] : Ленингр. ин-т орг-ции и охраны труда, 1935 г. — (тип. «Ленингр. правда»). — 61 с.
- Методика исследования некоторых физических факторов в гигиене труда / Под ред. д-ра Н. Ф. Галанина, проф. Г. М. Кондратьева. — Ленинград : Ленингр. ин-т гигиены труда и проф. заболеваний, 1936 г. — 128 с.
- Военная гигиена / Проф. Ф. Г. Кротков, д-р Н. Ф. Галанин ; Под ред. М. И. Баранова. — Ленинград ; Москва : Биомедгиз. Ленингр. отд-ние, 1936 г. — 327 с.
- Краткое пособие по педиатрии / Под ред. действ. чл. Акад. мед. наук заслуж. деятеля науки проф. М. С. Маслова ; Сост.: проф. В. Ф. Знаменский, проф. Н. Ф. Галанин, доц. В. С. Вайль. — [Ленинград] : Медгиз, Ленингр. отд-ние, 1947 г. — 182 с.
- Лучистая энергия и ее гигиеническое значение / проф. Н. Ф. Галанин ; Военно-медицинская акад. им. С. М. Кирова. — Ленинград: 1952 г. — 203 с.
- К проблеме гигиенического нормирования строительства жилых и общественных зданий / М-во здравоохранения РСФСР. Ин-т радиационной гигиены. — Ленинград : Ин-т радиац. гигиены, Вып. 2: Материалы экспериментальных исследований радиоактивного фактора / Под ред. чл.-корр. АМН СССР проф. Н. Ф. Галанина и проф. А. И. Шафира. — 1959 г. — 112 с.
- Ультрафиолетовая радиация и ее гигиеническое значение: Сборник трудов / М-во здравоохранения РСФСР. Ин-т радиационной гигиены ; Под ред. чл.-корр. АМН СССР проф. Н. Ф. Галанина. — Ленинград: 1959 г. — 199 с.
- Ультрафиолетовое излучение солнца и его использование для профилактических и лечебных целей / Под ред. чл.-кор. Акад. мед. наук СССР проф. Н. Ф. Галанина. — Ленинград: 1960 г. — 100 с.
- Труды Конференции по радиационной гигиене. 6—9 апреля 1959 г. / Под ред. чл.-кор. АМН СССР проф. Н. Ф. Галанина ; М-во здравоохранения РСФСР. Ленингр. науч.-исслед. ин-т радиационной гигиены. — Ленинград: 1960 г. — 195 с.
- Лучистая энергия и ее гигиеническое значение / Ленинград : Медицина. Ленингр. отд-ние, 1969 г. — 182 с.

## Награды и премии
- Орден Ленина (17.05.1951)
- Орден Красного Знамени (30.04.1947)
- Орден Отечественной войны II степени (11.07.1945)
- Орден Красной Звезды (03.11.1944)
- Медаль «За победу над Германией в Великой Отечественной войне 1941—1945 гг.»
- Медаль «За оборону Ленинграда»